# Stig Sollander
Stig Oskar Sollander, né le 25 juin 1926 à Östersund (Jämtland) et mort le 12 décembre 2019 dans la même ville, est un skieur alpin suédois.

## Palmarès

### Jeux olympiques d'hiver
| Épreuve / Édition         | Descente | Slalom géant                     | Slalom      | Combiné                          |
| JO 1948 Saint-Moritz      | 40e      | Épreuve inexistante à cette date | Disqualifié | Abandon                          |
| JO 1952 Oslo              | Abandon  | 6e                               | 5e          | Épreuve inexistante à cette date |
| JO 1956 Cortina d'Ampezzo | 10e      | 16e                              | Bronze      | Épreuve inexistante à cette date |

### Championnats du monde
| Épreuve / Édition         | Descente | Slalom géant                     | Slalom      | Combiné                          |
| JO 1948 Saint-Moritz      | 40e      | Épreuve inexistante à cette date | Disqualifié | Abandon                          |
| Mondiaux 1950 Aspen       | 33e      | 22e                              | 21e         | Épreuve inexistante à cette date |
| JO 1952 Oslo              | Abandon  | 6e                               | 5e          | Épreuve inexistante à cette date |
| Mondiaux 1954 Åre         | 9e       | 7e                               | 7e          | Bronze                           |
| JO 1956 Cortina d'Ampezzo | 10e      | 16e                              | Bronze      | Bronze                           |